# عملية الدكتور هيدنهوف
عملية الدكتور هيدنهوف (بالإنجليزية: Dr. Heidenhoff's Process)‏ هي رواية مبكرة للكاتب والمحامي الأمريكي إدوارد بيلامي. نشرت لأول مرة في 1880.

## وصلات خارجية
- كتاب مجاني: عملية الدكتور هيدنهوف على مشروع غوتنبرغ (بالإنجليزية)